# آرویند
آرویند (انگلیسی: Arvind) شرکت خوشه‌ای هندی است، که در سال ۱۹۳۱ تأسیس شد.